# Bystré (okres Vranov nad Topľou)
Bystré je obec na Slovensku v okrese Vranov nad Topľou. Žije zde přibližně 2 700 obyvatel. Podle jedněch pramenů pochází první písemná zmínka o obci z roku 1312, podle jiných z roku 1386.

## Geografie
Území obce leží v údolí řeky Tople na styku Podslanské a Pozdišovské pahorkatiny s Ondavskou vrchovinou. Nadmořská výška se pohybuje v rozmezí 153 až 350 m, ve středu obce je výška 175 m n. m. Jižní část má zalesněné svahy Stavece, ty zasahují do Slánských vrchů, severní zalesněné svahy Polomy zasahují do Ondavské vrchoviny. Rovinatý až mírně zvlněný povrch je odlesněný a je tvořen čtvrtohorními naplaveninami řeky Tople, sprašovými a svahovými hlínami. V severozápadní části katastrálního území obce se nachází výhradní ložisko cihlářské suroviny, které je využíváno cihelnou v Hanušovcích nad Topľou.
Do území obce zasahuje přírodní rezervace Hermanovské skály.

## Sousední obce
Obec Bystré sousedí s těmito obcemi: Hanušovce nad Topľou, Ďurďoš, Remeniny, Skrabské, Čierné nad Topľou a Hermanovce nad Topľou. Obce Bystré a Skrabské v dřívějších dobách spojoval brod přes řeku Topľa.

## Doprava
Obcí prochází silnice I/18, ze které odbočuje silnice III/3606 do Hermanovců.
Na jednokolejné železniční trati 193 Prešov–Humenné je zastávka pro osobní přepravu a železniční odbočka do cementárny.

## Kulturní památky
Na území obce jsou dvě archeologické lokality. Z kulturních památek to jsou:
- nový židovský hřbitov s 146 náhrobky z poloviny 19. století[8]
- v obci stojí novogotický římskokatolický kostel sv. Urbana z druhé poloviny 14. století; jde o nejstarší zachovanou historickou památku v obci[9][8]
- dvoutraktový vodní mlýn ze začátku 20. století[8]
- vodní mlýn s pilou (katr) Jána Hamzu z roku 1896[8]

## Zajímavosti
- v obci se nachází dva minerální prameny
- Hermanovský potok v obci je součástí hranice mezi regiony Šariš a Zemplín
- zděná klasicistní synagoga pravděpodobně z roku 1833[10]

## Osobnosti
Narodil se zde Albert Marenčin – slovenský prozaik, básník, esejista, scenárista, dramaturg, výtvarník, překladatel a kritik.